# Marc Hofer
Marc Hofer (Val Passiria, 26 dicembre 1997) è uno snowboarder italiano, specializzato nello snowboard alpino.

## Biografia
Originario della Val Passiria e attivo a livello internazionale dal dicembre 2012, Marc Hofer ha debuttato in Coppa del Mondo il 14 dicembre 2017, giungendo 37º nello slalom gigante parallelo di Carezza al Lago. A Piancavallo, il 12 marzo 2022 ha ottenuto il suo primo podio, nonché la sua prima vittoria, nel massimo circuito, imponendosi nello slalom parallelo.
In carriera non ha mai debuttato né ai Giochi olimpici invernali

## Palmarès

### Coppa del Mondo
- Miglior piazzamento nella Coppa del Mondo di parallelo: 19º nel 2023
- Miglior piazzamento nella Coppa del Mondo di slalom gigante parallelo: 22º nel 2023
- Miglior piazzamento nella Coppa del Mondo di slalom parallelo: 11º nel 2022
- 1 podio:
  - 1 vittoria

#### Coppa del Mondo - vittorie
| Data          | Località    | Paese  | Specialità |
| ------------- | ----------- | ------ | ---------- |
| 12 marzo 2022 | Piancavallo | Italia | PSL        |

Legenda:

PSL = Slalom parallelo